# Marek Jabłonowski
Marek Jabłonowski (ur. 1954) – polski historyk dziejów najnowszych, profesor nauk humanistycznych, specjalista w dziedzinie politycznej, gospodarczej i ekonomicznej historii Polski w okresie 1918–1939, a także po II wojnie światowej. 

## Publikacje
- Polityczne aspekty ruchu byłych wojskowych w Polsce 1918-1939 (1989)
- Studium planu strategicznego Polski przeciw Niemcom Kutrzeby i Mossera (1987; współwydawca Piotr Stawecki)
- Kalendarium II Rzeczypospolitej (1990; współautor J. Jarski)
- Z dziejów gospodarczych Polski 1918-1939 (1992)
- Cztery lata przed wojną. Z dziejów gospodarki rolnej 1936-1939 (1996)
- Sen o potędze Polski. Z dziejów ruchu byłych wojskowych w II Rzeczypospolitej 1918-1939 (1998)
- Następca Komendanta Edward Śmigły-Rydz. Materiały do biografii (1998; współautor Piotr Stawecki)